# 6920 Esaki
6920 Esaki eller 1993 JE är en asteroid i huvudbältet som upptäcktes den 16 april 1993 av de båda japanska astronomerna Kazuro Watanabe och Kin Endate vid Kitami-observatoriet. Den är uppkallad efter den japanske fysikern och nobelpristagaren Leo Esaki.
Asteroiden har en diameter på ungefär 5 kilometer.